# 弗利森巴赫河
50°05′38″N 9°39′09″E / 50.09387°N 9.65237°E
弗利森巴赫河（德語：Fliesenbach），是德國的河流，位於該國東南部，由巴伐利亞負責管轄，屬於辛恩河的右支流，河道全長5.2公里，流域面積26平方公里。